# Downhill ai I World Skate Games
Le competizioni di downhill ai I World Skate Games si sono svolte dal 9 al 10 settembre 2017 a Nanchino, in Cina

## Podi

### Uomini
| Evento     | Oro                | Argento           | Bronzo                   |
| Cross      | Rastegar Sébastien | Augustin Tussetto | Christian Hervé Montavon |
| Cronometro | Nicolas Varin      | Augustin Tussetto | Rastegar Sébastien       |

### Donne
| Evento     | Oro              | Argento                       | Bronzo                        |
| Cross      | Martina Paciolla | Emilie Sadoux                 | Börsig Mira Valentina Antonia |
| Cronometro | Emilie Sadoux    | Börsig Mira Valentina Antonia | Martina Paciolla              |